# Усть-Тулатінка
Усть-Тулаті́нка (рос. Усть-Тулатинка) — село у складі Чаришського району Алтайського краю, Росія.

## Населення
Населення — 305 осіб (2010; 411 у 2002).
Національний склад (станом на 2002 рік):
- росіяни — 94 %